# Deutscher Fernsehpreis 2013
Die fünfzehnte Verleihung des Deutschen Fernsehpreises fand am 2. Oktober 2013 im Kölner Coloneum statt und wurde zwei Tage später bei Sat.1 ausgestrahlt, moderiert von Oliver Pocher und Cindy aus Marzahn.

## Hintergrund
Den Juryvorsitz hatte 2013 die Produzentin Christiane Ruff, stellvertretende Juryvorsitzende war die freie Journalistin Klaudia Wick. Die weiteren Jurymitglieder waren: Dieter Anschlag, Chefredakteur Funkkorrespondenz, Michael Kessler, Schauspieler, Lutz Carstens, Chefredakteur TV Spielfilm, Barbara Auer, Schauspielerin, Leopold Hoesch, Geschäftsführer Broadview TV, Miguel Alexandre, Regisseur und Autor und Torsten Körner, Journalist.
Ehrenpreisträger Ottfried Fischer sorgte für eine Schrecksekunde, als er den am 18. September 2013 verstorbenen Literaturkritiker Marcel Reich-Ranicki mit den Worten „Ich nehme diesen Preis nicht an“ zitierte, später aber nachschob, dass dies eine Pointe gewesen sei und den Preis trotzdem annahm.
Das ZDF konnte die meisten Auszeichnungen für sich beanspruchen, an die Privaten ging dagegen nur ein Preis in der Kategorie Beste Unterhaltung Show.

## Preisträger und Nominierungen
| Preis                                     | Preisträger | Nominierungen | Laudatio                            |
| ----------------------------------------- | --- | --- | ----------------------------------- |
| Bester Fernsehfilm                        | Operation Zucker (ARD/BR/WDR) | - Der Fall Jakob von Metzler (ZDF) - Der Minister (Sat.1) | Martin Brambach                     |
| Bester Mehrteiler                         | Unsere Mütter, unsere Väter (ZDF) | - Das Adlon. Eine Familiensaga (ZDF/ORF) - Der Turm (ARD/MDR/NDR/BR/WDR/SWR/RBB) | Sabine Postel und Oliver Mommsen    |
| Beste Serie                               | Zeit der Helden (SWR/Arte) | - Heiter bis tödlich: Hubert und Staller (ARD/MDR/BR) - Christine. Perfekt war gestern! (RTL) | Lisa Martinek                       |
| Bester Schauspieler                       | Matthias Brandt für Polizeiruf 110: Der Tod macht Engel aus uns allen (ARD/BR), für Polizeiruf 110: Fieber (ARD/BR), für Eine mörderische Entscheidung (ARD/NDR/Arte) und für Verratene Freunde (ARD/SWR/WDR/Arte) | - Robert Atzorn für Der Fall Jakob von Metzler (ZDF) - Volker Bruch und Tom Schilling für Unsere Mütter, unsere Väter (ZDF) - Lars Eidinger für Polizeiruf 110: Der Tod macht Engel aus uns allen (ARD/BR) - Jan Josef Liefers für Der Turm (ARD/MDR/NDR/BR/WDR/SWR/RBB)                                                              | Caroline Peters                     |
| Beste Schauspielerin                      | Susanne Wolff für Mobbing (ARD/BR/SWR/Arte) | - Alice Dwyer für Im Alleingang – Elemente des Zweifels (Sat.1) - Julia Jäger für Zeit der Helden (SWR/Arte) - Claudia Michelsen für Der Turm (ARD/MDR/NDR/BR/WDR/SWR/RBB) - Nadja Uhl für Operation Zucker (ARD/BR/WDR) | Henning Baum                        |
| Beste Dokumentation                       | Hudekamp – ein Heimatfilm (NDR) von Christian von Brockhausen und Pia Luisa Lenz | - Kinder! Liebe! Hoffnung! (ARD/SWR) von Sigrid Faltin - Weltenbrand (ZDF) von Guido Knopp | Judith Rakers und Theo Koll         |
| Beste Reportage                           | Staatsgeheimnis Bankenrettung (Arte/RBB) | - Abenteuer Leben Spezial: Das Hohe Haus der Republik – Hinter den Kulissen des Bundestages (kabel eins) - Ausgeliefert! Leiharbeiter bei Amazon (ARD/HR) - Die Story im Ersten: Unschuldig in Haft – Wenn der Staat zum Täter wird (ARD/WDR) - Die Story im Ersten: Wie Syrien stirbt – Eine Reportage aus dem Bürgerkrieg (ARD/WDR) | Judith Rakers und Theo Koll         |
| Beste Information                         | auslandsjournal XXL: Brasilien (ZDF) | - Absolute Mehrheit – Meinung muss sich wieder lohnen (Pro Sieben) - Thadeusz und die Beobachter (RBB) mit Moderator Jörg Thadeusz | Marc Bator                          |
| Beste Sportsendung                        | Sport Inside (WDR) | - Kai Dittmann für seinen Kommentar des UEFA-Champions League Viertelfinal-Rückspiels Dortmund – Málaga (Sky) - Frank Buschmann, Jan Stecker (Moderation/Kommentar) und Florian Bauer (Field Reporter) für ihre Berichterstattung in ran Football – Der NFL Super Bowl 2013                                                           | Oliver Pocher                       |
| Beste Unterhaltung Show                   | Got to Dance (SAT.1) | - Let’s Dance (RTL) - The Voice Kids (Pro Sieben/Sat.1) | Alec Völkel und Sascha Vollmer      |
| Beste Comedy                              | Götter wie wir (ZDFkultur) | - Frühstücksfernsehen (ARD/WDR) - heute-show mit Oliver Welke (ZDF) | Max Giermann und Martin Klempnow    |
| Beste Unterhaltung Doku / Dokutainment    | Auf der Flucht – Das Experiment (ZDFNeo) | - Berlin – Tag & Nacht (RTL II) - Shopping Queen (VOX) | Cindy aus Marzahn                   |
| Beste Nachrichtensendung (Publikumspreis) | heute journal (ZDF) | - RTL Aktuell (RTL) - Sat.1 Nachrichten (Sat.1) - Tagesthemen (ARD) | Kai-Uwe Petersen                    |
| Ehrenpreis der Stifter                    | Ottfried Fischer | – | Piet Klocke                         |
| Besondere Leistung                        | Hans-Georg Ullrich und Detlef Gumm für Berlin – Ecke Bundesplatz (WDR) | – | Wolfgang Bahro                      |
| Besondere Leistung                        | Richard David Precht für Precht | – | Katty Salié                         |
| Besondere Leistung                        | Joachim A. Lang, Götz George und Jan George für George | – | Muriel Baumeister                   |
| Förderpreis                               | Leonard Carow für Tatort: Dinge, die noch zu tun sind und Und alle haben geschwiegen | – | Oliver Pocher und Cindy aus Marzahn |